# ملوین استوارت
ملوین استوارت (به انگلیسی: Melvin Stewart) (زادهٔ ۱۶ نوامبر ۱۹۶۸) شناگر اهل ایالات متحده آمریکا است.